# Martin Wilhelmsson Kammecker
Martin Wilhelmsson Kammecker, född 17 juni 1698 i Simtuna socken, Upplands län, död 6 maj 1757 i Visby, Gotlands län, var en svensk präst och riksdagsman.

## Biografi
Martin Wilhelmsson Kammecker var son till kontraktsprosten i Simtuna Wilhelm Martini Kammecker och Christina Waldia, i sin tur dotter till Jacob Martini Waldius och en syster till Israel Kolmodin. Han bles student vid Uppsala universitet 1713, promoverades till magister 1722 och företog sedan en studieresa till kontinenten där han besökte Danmark, Tyskland, Frankrike, England och Holland. Tillbaka i Sverige 1729 blev han adjunkt vid filosofiska institutionen vid Uppsala universitet, där han 1731 höll ett på sin tid uppmärksammat anförande om det svenska statsskicket, vilket inte kom att tryckas men bevaras i flera avskrifter. 1732 blev han teologie adjunkt och kyrkoherde i Uppsala-Näs socken, 1745 kontraktsprost i Hagunda kontrakt. Kammecker var även känd som en lär man och stor bokkännare. Samuel Alnander anses ha fått uppslaget till sitt arbete Anvisning til et utvaldt theologiskt bibliothek genom bekantskapen med Kammeckers privatbibliotek.
När svärfadern Georg Wallin den yngre 1745 blivit biskop i Göteborgs stift så efterträdde Kammecker honom som superintendent i Visby stift, Gotland. 1751 utsågs han till teologie doktor.
Kammecker var riksdagsman 1742–1743, 1746–1747 och 1751–1752.
Cecilia Elisabet Wallin, Kammeckers hustru, var dotter till biskop Wallin och Elisabeth Palmroth, Johan Palmroots dotter. En dotter var gift med  Johan Låstbom och en annan med Pehr Zacharias Ahlman.